# أبان اللاحقي
أبان بن عبد الحميد بن لاحق بن عفير الرقاشي اللاحقي (? - 200 هـ / ? - 815 م)؛ شاعر مكثر من أهل البصرة نسب إلى جده، وكان أبو جده (عفير) من الموالي.
انتقل أبان إلى بغداد، واتصل بالبرامكة، فأكثر من مدحهم، وخص بالفضل بن يحيى فقلده ديوان الشعر، ونظم لهم «كليلة ودمنة» شعراً في 14000 بيت. كانت تقدم إليه المدائح ليقدر جوائزها واتصل عن طريقهم بالرشيد[ ؟ ]، فكان من شعرائه. كان هجاء للشعراء، هجاه أبو نواس وغيره، كان مقلا في الغزل شهر بالمزدوج[ ؟ ] والمسمط.

## أعماله
كما نظم من الكتب السندباد وسيره أردشير[ ؟ ] وسيره أنوشروان ومزدك وبلوهر وبوداشف وكتاب الصيام والزكاة (اسماه الفهرست في الصيام والاعتكاف) نظم ملحمه، عالج فيها مبدأ الخلق وأمر الدنيا (أسماها ذات الحلل) وتنسب خطأ إلى أبو العتاهية. ألف كتاب حكم الهند ومجموعه رسائل، وكتبه كلها مفقوده. تضم أسرته كثيرين من الشعراء المقلين.